# هيرم شايفر
هيرم شايفر (بالإنجليزية: Herm Schaefer)‏ مواليد 20 ديسمبر 1918 في فورت واين - الوفاة 21 مارس 1980، كان مدرب كرة سلة أمريكي ولاعب. بدأ مسيرته الاحترافية في سنة 1941. بلغ طوله 6 قدم 0 بوصة (1.8 م). اعتزل اللعب في 1950. فاز بلقب دوري إن بي إيه.

## روابط خارجية
- هيرم شايفر على موقع إن بي أي (الإنجليزية)
- هيرم شايفر على موقع سبورتس رفرنس (الإنجليزية)
- هيرم شايفر على موقع ريلجم (الإنجليزية)
- هيرم شايفر على موقع بروبوليرز (الإنجليزية)
- هيرم شايفر على موقع سبورتس رفرنس (الإنجليزية)
- هيرم شايفر على موقع سبورتس رفرنس (الإنجليزية)